# English League North
Die English League North war in den Jahren 1978 bis 1982 die höchste Eishockeyliga in Nordengland. Sie ging 1982 in der nationalen British Hockey League auf. Rekordmeister sind die Blackpool Seagulls mit insgesamt zwei Titeln.

## Titelträger
- 1978/79: Sheffield Lancers
- 1979/80: Liverpool Leopards
- 1980/81: Blackpool Seagulls
- 1981/82: Blackpool Seagulls